# Dolphin (емулятор)
Dolphin — емулятор гральних консолей GameCube і Wii, що випускаються компанією Nintendo.  За допомогою Dolphin ігри для цих консолей можуть бути запущені на звичайному комп'ютері в режимі full HD (1080p), при цьому доступні такі розширені можливості як підтримка гральних контролерів для ПК, можливість гри по мережі і збільшена швидкість.
Сирцеві тексти поставляються під ліцензією GPLv2+. Готові складання емулятора підготовлені для Linux, Windows і OS X. 

## Виноски
1. ↑  Dolphin 5.0 Release. Архів оригіналу за 6 квітня 2017. Процитовано 9 липня 2016.
2. ↑  https://dolphin-emu.org/download/dev/978a855d3f7d01c541700f09f517d1ef213a0eec/
3. ↑  https://dolphin-emu.org/blog/2018/05/02/legend-dolphin-lens-between-worlds/
4. ↑  Dolphin has a new website. 2 листопада 2012. Архів оригіналу за 28 травня 2013. Процитовано 14 травня 2013.